# Лесолюбы
Лесолюбы (лат. Hylodes) — род бесхвостых земноводных из семейства Hylodidae.

## Классификация
На октябрь 2018 года в род включают 26 видов:
- Hylodes amnicola Pombal, Feio & Haddad, 2002
- Hylodes asper (Müller, 1924) — Шероховатый лесолюб
- Hylodes babax Heyer, 1982 — Болтливый лесолюб
- Hylodes caete Malagoli, de Sá, Canedo & Haddad, 2017
- Hylodes cardosoi Lingnau, Canedo & Pombal, 2008
- Hylodes charadranaetes Heyer & Cocroft, 1986
- Hylodes dactylocinus Pavan, Narvaes & Rodrigues, 2001
- Hylodes fredi Canedo & Pombal, 2007
- Hylodes glaber (Miranda-Ribeiro, 1926) — Птицеголосый лесолюб, или яркий лесолюб
- Hylodes heyeri Haddad, Pombal & Bastos, 1996
- Hylodes japi Sá, Canedo, Lyra & Haddad, 2015
- Hylodes lateristrigatus (Baumann, 1912) — Ястребиный лесолюб
- Hylodes magalhaesi (Bokermann, 1964) — Пятнистобрюхий лесолюб
- Hylodes meridionalis (Mertens, 1927) — Водопадный лесолюб
- Hylodes mertensi (Bokermann, 1956) — Лесолюб Мертенса
- Hylodes nasus (Lichtenstein, 1823)
- Hylodes ornatus (Bokermann, 1967) — Полосатый лесолюб
- Hylodes otavioi Sazima & Bokermann, 1983
- Hylodes perere Silva & Benmaman, 2008
- Hylodes perplicatus (Mir&a-Ribeiro, 1926)
- Hylodes phyllodes Heyer & Cocroft, 1986
- Hylodes pipilans Canedo & Pombal, 2007
- Hylodes regius Gouvêa, 1979 — Желтопятнистый лесолюб
- Hylodes sazimai Haddad & Pombal, 1995
- Hylodes uai Nascimento, Pombal & Haddad, 2001
- Hylodes vanzolinii Heyer, 1982 — Молчаливый лесолюб